# 折原みさと
折原 みさと（おりはら みさと　1979年（昭和54年）1月28日）は日本のAV女優。バルドエージェンシー所属。

## 出演作品

### アダルトビデオ
2009年
- 昼下がりの淫ら妻 30（2月20日、クリスタル映像）
- こだわりの手コキ 人妻編 4 （5月15日、隼エージェンシー）オムニバス作品
- 極選4時間 昼下がりの淫ら妻（6月12日　クリスタル映像）
- フェラコレ 熟女編V 25人のフェラマダム （6月15日、隼エージェンシー）オムニバス作品
- ガールズトーク（7月24日　アロマ企画）
- 2009年マドンナ上半期134タイトル8時間（9月25日　マドンナ）

2010年
- 姉の旦那さん ～禁断の家族関係～（6月5日　スティルワークス）
- 美人で評判!! 憧れの隣の奥さん4（7月5日、スティルワークス）
- 艶姿放尿人妻 3 折原みさと（7月16日　なでしこ）
- 熟した女のふたなりな関係9（12月5日、ジャネス）
- 女社長とモデルの禁断の関係 (12月10日 アウダースジャパン)
- DOKIレズ 52 (12月10日 アウダースジャパン)

2011年
- 人妻デリバリー 24（5月13日、クリスタル映像）